# Arigato
ARIGATO – trzydziesty siódmy singel japońskiego zespołu B’z, wydany 1 września 2004 roku. Osiągnął 1 pozycję w rankingu Oricon i pozostał na liście przez 11 tygodni, sprzedał się w nakładzie 259 744 egzemplarzy. Singel zdobył status platynowej płyty.
Utwór tytułowy został wykorzystany  jako oficjalna piosenka TV ASAHI NETWORK SPORTS 2004 oraz Athens Olympic 2004 stacji TV Asahi.

## Lista utworów
| Nr | Tytuł                                                                | Czas |
| -- | -------------------------------------------------------------------- | ---- |
| 1. | „ARIGATO”                                                            | 5:03 |
| 2. | „Kagayaku unmei wa sono te no naka ni” (jap. 輝く運命はその手の中に) | 4:04 |
| 3. | „Mō hanasanai” (jap. もうはなさない)                                 | 3:39 |

## Muzycy
- Tak Matsumoto: gitara, kompozycja i aranżacja utworów
- Kōshi Inaba: wokal, teksty utworów, aranżacja
- Shane Gaalaas: perkusja (#1, #3)
- Brian Tichy: perkusja (#2)
- Akihito Tokunaga: gitara basowa (#1-2), aranżacja
- Billy Sheehan: gitara basowa #3)
- Hideyuki Terachi: aranżacja (#3)

## Notowania
| Lista                                  | Pozycja |
| -------------------------------------- | ------- |
| Oricon Weekly Singles Chart            | 1       |
| Oricon Monthly Singles Chart           | 1       |
| Oricon Yearly Singles Chart (rok 2004) | 27      |